# Mondamin
Mondamin város az Amerikai Egyesült Államok Iowa államában, Harrison megyében. Lakosainak száma 339 fő (2020. április 1.).

## Népesség
A település népességének változása:

| 2010 | 402 |
| 2020 | 339 |